# Хайнрих XXV Ройс-Лобенщайн
Хайнрих XXV Ройс-Лобенщайн (на немски: Heinrich XXV Reuß zu Lobenstein; Heinrich XXV Graf Reuss von Selbitz; * 14 март 1724, Зелбиц, Горна Франкония, Бавария; † 30 март 1801, Лобенщайн или в дворец Хернхут в Саксония) от фамилията Ройс „младата линия“ е граф на Ройс-Лобенщайн в Тюрингия.

## Произход и наследство
Той е шестият син на граф Хайнрих XXVI Ройс-Лобенщайн-Зелбиц (1681 – 1730) и съпругата му Юлиана Ребека фон Татенбах (1692 – 1739), дъщеря на граф Готхард Квинтин фон Татенбах, фрайхер на Гановиц (* 1651) и Мария Катарина фон Вурмбранд (1649 – 1725). Внук е на Хайнрих III Ройс-Лобенщайн (1648 – 1710) и Мария Кристиана фон Лайнинген-Вестербург (1650 – 1714/1740).
Хайнрих XXV Ройс-Лобенщайн умира на 77 години на 30 март 1801 г. в Хернхут до Дрезден и е погребан там.
След смъртта на бездетния му син Хайнрих LIV Ройс-Лобенщайн-Зелбиц през 1824 г. Ройс-Лобенщайн е взет от княз Хайнрих LXXII Ройс-Еберсдорф (1797 – 1853), който образува княжеството Ройс-Лобенщайн и Еберсдорф.

## Фамилия
Хайнрих XXV Ройс-Лобенщайн се жени на 20 юни 1765 г. в Хернхут за Мария Елизабет Ройс-Еберсдорф (* 9 юли 1740, Еберсдорф; † 4 април 1784, Хернхут), дъщеря на граф Хайнрих XXIX Ройс-Еберсдорф (1699 – 1747) и графиня София Теодора фон Кастел-Ремлинген (1703 – 1777), дъщеря на граф Волфганг Дитрих фон Кастел-Ремлинген (1641 – 1709) и графиня Доротея Рената фон Цинцендорф-Потендорф (1669 – 1743). Те имат две деца:
- Хайнрих LIV Ройс-Лобенщайн (* 8 октомври 1767, Хернхут; † 7 май 1824, Лобенщайн), женен I. на 20 юни 1803 г. във Вернигероде за графиня Мария фон Щолберг-Вернигероде (* 4 май 1774; † 16 юни 1810), II. на 31 май 1811 г. в Манхайм за графиня Франциска Ройс-Кьостриц (* 7 декември 1788; † 17 юни 1843)
- София Хенриета Елизабет Ройс-Зелбиц (* 7 март 1770, Хернхут; † 9 юни 1770, Хернхут)